# Makroevolúció
A makroevolúció a magasabb taxonok evolúciójával foglalkozik. A makroevolúciós mintázatok és folyamatok vizsgálatához legtöbbet az összehasonlító rendszertani, összehasonlító fejlődésbiológiai és paleontológia vizsgálatok adnak. A makroevolúció mint témakör magába foglalja a törzsfejlődésnek, az élőlények diverzifikációjának, valamint az evolúciós mintázatoknak a tárgyalását. Maga az élet kialakulása nem tárgya az evolúciónak.
Az evolúciós változások alapjai a mikroevolúció tárgykörében tárgyalt, allélgyakoriság változást okozó folyamatok. Ezen folyamatok okozzák azokat a nagyobb léptékű változásokat, amelyek a fajképződéshez, illetve a fajok feletti rendszertani kategóriák változásához vezetnek. Az a fajta vita, ami korábban a mikroevolúció és makroevolúció körül folyt, nevezetesen, hogy a mikroevolúciós folyamatok nem magyarázhatják a makroevolúciós mintázatokat, mára túlhaladott: a fejlődésbiológiai ismereteink eléggé fejlettek ahhoz, tudjuk milyen mutációk és szelekciós erők szükségesek bizonyos morfológiai jellemzők változásához (beleértve olyan magasabb szintű változásokat, mint az állatok vagy a virágos növények kialakulásához vezető folyamatok).